# Kkonminam ramyeongage
Kkonminam ramyeongage (Hangul: 꽃미남 라면가게) – południowokoreański serial telewizyjny emitowany na antenie tvN. Serial był emitowany od 31 października do 20 grudnia 2011 roku, liczy 16 odcinków. Serial emitowany był w poniedziałki i wtorki o 23:00. Główne role odgrywają w nim Jung Il-woo, Lee Chung-ah, Lee Ki-woo, Park Min-woo oraz Cho Yoon-woo.
Serial opowiada o „ładnych chłopcach”, którzy prowadzą sklep z ramenem.
Była to pierwsza część serii „Oh! Boy” stacji tvN o tzw. „Flower Boys”, skierowana do nastoletnich odbiorców, jego kontynuacją był serial Dakchigo kkonminam band (2012).

## Obsada

### Główna
- Jung Il-woo jako Cha Chi-soo
- Lee Chung-ah jako Yang Eun-bi
- Lee Ki-woo jako Choi Kang-hyuk
- Park Min-woo jako Kim Ba-wool
- Cho Yoon-woo jako Woo Hyun-woo

### W pozostałych rolach
- Kim Ye-won jako Kang Dong-joo
- Ho Soo jako Yoon So-yi
- Joo Hyun jako Cha Ok-gyun, ojciec Chi-soo
- Jung In-gi jako Yang Chul-dong, ojciec Eun-bi
- Seo Bum-suk jako trener Seo
- Song Jae-rim jako Hee-gon
- Kim Il-joong jako Jeong-gyu
- Kim Hye-soo jako wróżka (cameo, odc. 1)
- Gong Hyo-jin jako sprzedawca sklepu z nagraniami
- Jeon Se-hyeon jako hipiska (cameo)

## Produkcja
Serial został wyreżyserowany przez Jung Jun-hwa, który w 2008 nakręcił film Dalkomhan geojismal (kor. 달콤한 거짓말; znany również jako Lost and Found i Sweet Lie). Został wyprodukowany przez Pyo Min-soo, wraz z ekipą produkcyjną serialu Kkotboda namja z 2009 roku.
Filmowanie rozpoczęto 21 września 2011 roku, w kawiarni w Hongdae.

## Odbiór
Według AGB Nielsen Media odcinek z 7 listopada osiągnął oglądalność 2,07%, najwyższą w tym przedziale czasowym. Odnotowano 200% wzrost oglądalności względem poprzedniego odcinka wśród mężczyzn w wieku 20-49 lat. Był też najczęściej oglądanym programem przez kobiety w wieku od lat kilkunastu do 30-kilku, jak i wśród mężczyzn w wieku od lat kilkunastu do 20-kilku. Seria była oglądana przez co trzecią nastolatkę, a w Pusanie serial osiągnął pięcioprocentową oglądalność. W szczytowym momencie serial osiągnął ratingi oglądalności w zakresie czterech procent, najwyższe oceny wśród kablowych nadawców w tym samym przedziale czasowym przez osiem tygodni.
Jego popularność zapoczątkowała komiksową wersję serialu, z postaciami Ba-wool i Hyun-woo jako 20-latkowie zarządzających restauracją z ramenem. Komiks miał ponad 1,8 mln odsłon od jego premiery na portalu internetowym Nate, a liczba odwiedzających rosła średnio o 32% dziennie.

## Oglądalność
| No. | Data emisji | Oglądalność (AGB Nielsen) |
| --- | ----------- | ------------------------- |
| 1   | 2014.10.31  | 1,19%                     |
| 2   | 2014.11.01  | 1,45%                     |
| 3   | 2014.11.07  | 2,07%                     |
| 4   | 2014.11.08  | 2,85%                     |
| 5   | 2014.11.14  | 2,80%                     |
| 6   | 2014.11.15  | 3,22%                     |
| 7   | 2014.11.21  | 3,60%                     |
| 8   | 2014.11.22  | 3,00%                     |
| 9   | 2014.11.28  | 3,20%                     |
| 10  | 2014.11.29  | 2,94%                     |
| 11  | 2014.12.05  | 2,83%                     |
| 12  | 2014.12.06  | 3,26%                     |
| 13  | 2014.12.12  | 2,32%                     |
| 14  | 2014.12.13  | 2,40%                     |
| 15  | 2014.12.19  | 2,85%                     |
| 16  | 2014.12.20  | 3,54%                     |

## Emisja za granicą
- W listopadzie 2011 roku, po wyemitowaniu ośmiu odcinków, serial został sprzedany japońskiej firmie dystrybucyjnej Culture Convenience Club za rekordową kwotę 100 tys. dolarów za odcinek[9][10]. Serial Ikemen rāmen-ten (jap. 美男＜イケメン＞ラーメン店) miał premierę na kanale Mnet Japan w styczniu 2012 roku, z powtórkami w naziemnej sieci TBS od 12 czerwca do 11 lipca 2012 roku[11].
- Został on wyemitowany w Channel M w marcu 2014 roku.
- Serial miał premierę na Filipinach na kanale TeleAsia Chinese 20 czerwca 2014 roku. Był emitowany również na TV5 od 7 lipca do 22 sierpnia 2014 roku pod tytułem Cool Guys, Hot Ramen[12].
- W Tajlandii został wyemitowany w WorkPoint TV 22 października 2013 roku[13].